# Diospyros rekoi
Diospyros rekoi là một loài thực vật có hoa trong họ Thị. Loài này được Standl. mô tả khoa học đầu tiên năm 1927.